# Gymnarchus
Gymnarchus is een geslacht van straalvinnige vissen uit de familie van de grote nijlsnoeken (Gymnarchidae). Dankzij de rompspieren is deze Afrikaanse vis in staat, elektrische spanningen op te wekken ter verdediging of voor de jacht.

## Soort
- Gymnarchus niloticus Cuvier, 1829